# 신천안골천
신천안골천은 부산광역시 금정구 선두구동에서 발원하여 수영강으로 흘러드는 하천이다. 2006년 8월 이 강 주변이 생태학습장으로 조성되었다.